# Jacques Heim
Jacques Heim est un couturier français, également costumier pour le théâtre et le cinéma, né le 8 mai 1899 à Paris 4e et mort le 8 janvier 1967 à Suresnes. Il a dirigé, de 1930 à sa mort, la maison de couture Jacques Heim et fut président de la Chambre syndicale de la couture parisienne de 1958 à 1962, période de transition entre le déclin de la haute couture et l’avènement du prêt-à-porter.

## Parcours

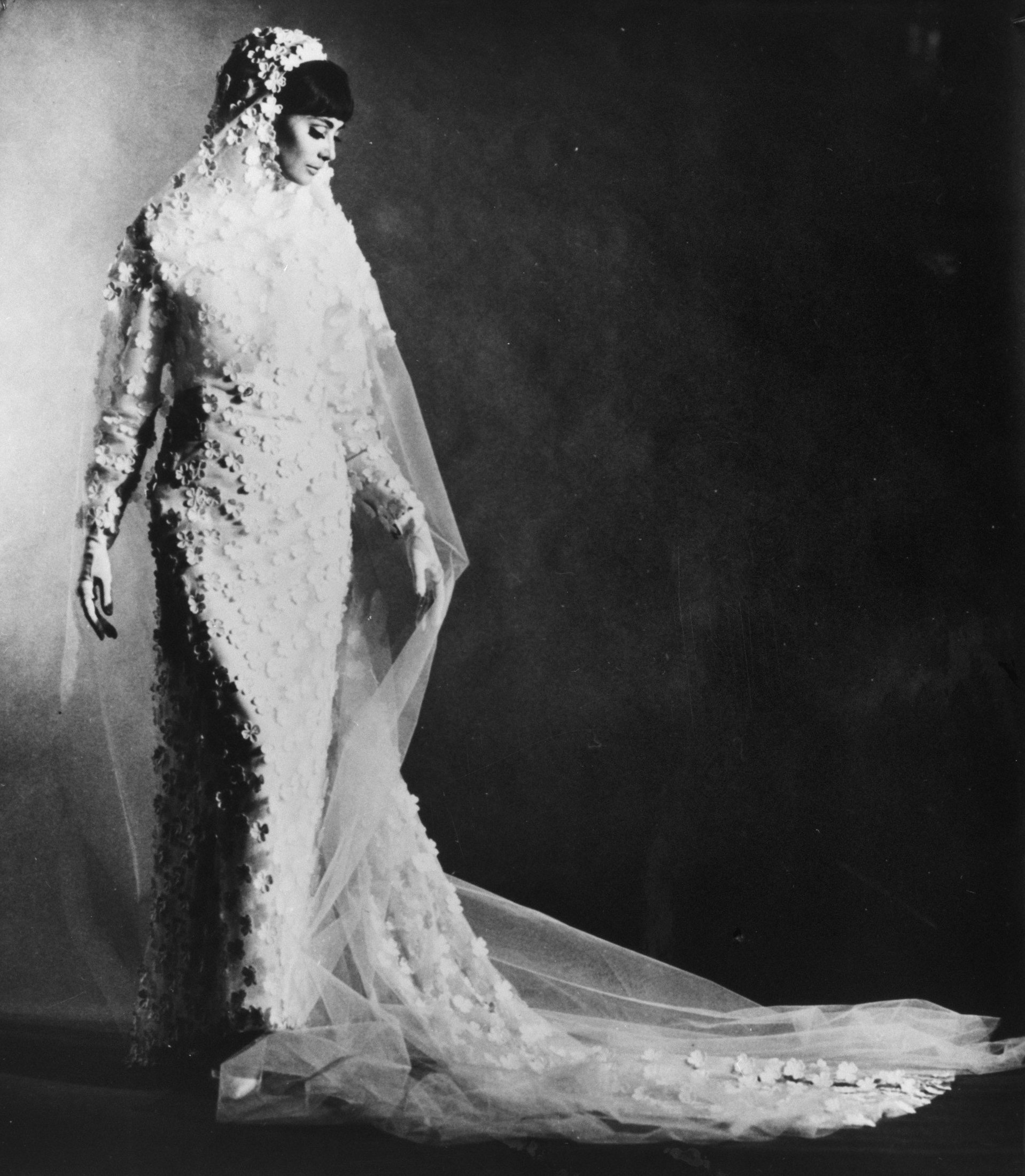
Robe de mariée, 1964

Les parents de Jacques Heim, Isidore et Jeanne Heim, fourreurs juifs d'origine polonaise, avaient ouvert à Paris en 1898 un atelier de fourrures. Dès le début des années 1920, leur fils Jacques travaille à leurs côtés, et rapidement, il conçoit des robes et des manteaux, confectionnés avec des tissus originaux, collaborant, en particulier avec Sonia Delaunay. Le succès est au rendez-vous, et, en 1930, l'atelier devient la maison de couture Jacques Heim.
En 1932, Jacques Heim a lancé « Atome », maillot de bain deux pièces, précurseur du bikini, ainsi que des robes de soirée en coton.
En 1953, il est victime à son domicile, situé au 17, villa de Madrid à Neuilly-sur-Seine, d'un cambriolage important.
Sous la présidence du général de Gaulle, il est devenu le couturier attitré de son épouse, Yvonne de Gaulle.
Ses clients les plus éminents étaient Sophia Loren, la reine Fabiola de Belgique, Mamie Eisenhower et l'actrice Gloria Swanson.

## Filmographie
- 1933 : L'Agonie des aigles
- 1946 : Macadam
- 1948 : Impasse des Deux-Anges
- 1949 : Mission à Tanger
- 1950 : Cairo Road
- 1950 : Méfiez-vous des blondes
- 1951 : La Belle Image
- 1952 : Adorables Créatures
- 1953 : La nuit est à nous
- 1953 : Rue de l'Estrapade
- 1954 : Châteaux en Espagne
- 1954 : Escalier de service
- 1954 : La Soupe à la grimace
- 1955 : Le Crâneur
- 1956 : Mannequins de Paris
- 1957 : Casino de Paris
- 1957 : Typhon sur Nagasaki
- 1958 : Montparnasse 19
- 1958 : Les Tricheurs
- 1958 : Un drôle de dimanche
- 1958 : Toi, le venin
- 1960 : Meurtre en 45 tours d'Étienne Périer
- 1962 : Les Dimanches de Ville d'Avray
- 1963 : Les Bonnes Causes
- 1965 : Fantomas se déchaîne
- 1968 : Coplan sauve sa peau
- 1968 : La Prisonnière

## Théâtre
- 1952 : Mon ami Guillaume de Gabriel Arout, mise en scène Pierre Dux
- 1956 : Le mari ne compte pas de Roger-Ferdinand,  mise en scène Jacques Morel
- 1959 : La Copie de Madame Aupic d'Albert Husson, mise en scène Daniel Ceccaldi
- 1961 : Niki-Nikou de Jacques Bernard, mise en scène Christian-Gérard
- 1962 : L'Amant complaisant d'après Graham Greene, mise en scène Daniel Leveugle
- 1963 : C'est ça qui m'flanqu'le cafard (Le Placard) d'Arthur L. Kopit, mise en scène Jean Le Poulain, théâtre des Bouffes-Parisiens
- 1963 : La Voyante d'André Roussin, mise en scène Jacques Mauclair
- 1965 : La Dame en blanc de Marcel Achard, mise en scène Jacques-Henri Duval
- 1966 : Les Monstres sacrés de Jean Cocteau, mise en scène Henri Rollan